# Malimbus ibadanensis
Malimbo-de-ibadan ou malimbe-de-ibadã (Malimbus ibadanensis) é uma espécie de ave da família Ploceidae.
É endémica da Nigéria.
Os seus habitats naturais são: florestas subtropicais ou tropicais húmidas de baixa altitude.
Está ameaçada por perda de habitat.